# Lahinja
Lahinja este o arie protejată (arie specială de conservare — SAC, sit de importanță comunitară — SCI) din Slovenia întinsă pe o suprafață de 849,79 ha, integral pe uscat.

## Localizare
Centrul sitului Lahinja este situat la coordonatele 45°30′07″N 15°12′31″E / 45.5019°N 15.2087°E.

## Înființare
Situl Lahinja a fost declarat sit de importanță comunitară în aprilie 2004 pentru a proteja 16 specii de animale. Situl a fost protejat și ca arie specială de conservare în februarie 2012.

## Biodiversitate
Situată în ecoregiunea continentală, aria protejată conține 6 habitate naturale: Cursuri de apă de la nivel de câmpie la nivel montan, cu vegetație Ranunculion fluitantis și Callitricho-Batrachion, Pajiști cu Molinia pe soluri calcaroase, turboase sau argilos-nămoloase (Molinion caeruleae), Mlaștini calcaroase cu Cladium mariscus și specii de Caricion davallianae, Mlaștini alcaline, Peșteri inaccesibile publicului, Păduri ilirice de stejar și carpen (Erythronio-Carpinion).
La baza desemnării sitului se află mai multe specii protejate:
- amfibieni (2): izvoraș-cu-burta-galbenă (Bombina variegata), proteu de peșteră (Proteus anguinus)
- mamifere (3): vidră de râu (Lutra lutra), liliac cărămiziu (Myotis emarginatus), liliacul mare cu potcoavă (Rhinolophus ferrumequinum)
- nevertebrate (3): fluturele auriu (Euphydryas aurinia), fluturele purpuriu (Lycaena dispar), Unio crassus
- pești (7): Barbus meridionalis, zglăvoacă (Cottus gobio), Eudontomyzon spp., porcușor de nisip (Gobio kessleri), boarță (Rhodeus sericeus amarus), Rutilus pigus, dunăriță (Sabanejewia aurata)
- reptile (1): țestoasa de baltă (Emys orbicularis)